# Sotomayor (Chuquisaca)
Sotomayor ist eine Ortschaft im Departamento Chuquisaca im südamerikanischen Andenstaat Bolivien.

## Lage im Nahraum
Sotomayor ist der zentrale Ort des Kanton Sotomayor im Municipio Yamparáez in der Provinz Yamparáez. Die Ortschaft liegt auf einer Höhe von 2136 m an der Mündung des Río Jatun Khakha in den Río Pilcomayo.

## Geographie
Sotomayor liegt im südlichen Teil der Gebirgskette der Cordillera Central im Übergangsbereich zum bolivianischen Tiefland. Die Region weist ein typisches Tageszeitenklima auf, bei dem die Temperaturschwankungen im Tagesverlauf stärker ausfallen als die durchschnittlichen Temperaturschwankungen im Jahresverlauf.
Die mittlere Durchschnittstemperatur der Region liegt bei etwa 18 °C (siehe Klimadiagramm Icla), sie liegt bei milden 15 °C im Juni und Juli und erreicht etwa 20 °C von Oktober bis März. Der Jahresniederschlag beträgt knapp 600 mm, bei einer ausgeprägten Trockenzeit von Mai bis August mit Monatsniederschlägen unter 10 mm, und einer Feuchtezeit von Dezember bis Februar mit 100 bis 120 mm Monatsniederschlag.

## Verkehr
Sotomayor liegt in einer Entfernung von 64 Straßenkilometern südöstlich von Sucre, der Hauptstadt des Departamentos.
Durch Sucre führt die 976 Kilometer lange Nationalstraße Ruta 6, die von Machacamarca im Departamento Oruro in südöstlicher Richtung über Llallagua nach Sucre und weiter über Yamparáez, Tarabuco und Zudáñez ins bolivianische Tiefland bis zur Grenze nach Paraguay führt.
Zehn Kilometer östlich von Yamparáez zweigt bei Lavadero eine Landstraße in südöstlicher Richtung von der Ruta 6 ab und folgt nach einigen Kilometern dem Flusslauf des Río Jatun Khakha bis zu seiner Mündung bei Sotomayor.

## Bevölkerung
Die Einwohnerzahl der Ortschaft ist im vergangenen Jahrzehnt leicht angestiegen:
| Jahr | Einwohner         | Quelle       |
| ---- | ----------------- | ------------ |
| 1992 | keine Detaildaten | Volkszählung |
| 2001 | 676               | Volkszählung |
| 2012 | 729               | Volkszählung |
| 2024 |                   | Volkszählung |

Die Region weist einen hohen Anteil an Quechua-Bevölkerung auf, im Municipio Yamparáez sprechen 98,8 Prozent der Bevölkerung Quechua.